# Hakeem Kae-Kazim
Hakeem Kae-Kazim (Lagos, 1 de outubro de 1962), algumas vezes creditado como Hakim Kae Kazim, é um ator de origem nigeriana que interpretou Georges Rutaganda em Hotel Ruanda, em 2004, dirigido por Terry George e atuou na série de TV 24 Horas, interpretando o general Ike Dubako.

## Filmografia
- Coming to America (1988)
- New Jack City (1992)
- Hotel Ruanda (2004)
- 24: Redemption (2007)
- X-Men Origins: Wolverine (2008)
- 24 Horas (2009)
- Inale (2010)
- Girl Soldier (2011)
- Last Flight to Abuja (2012)
- Black November (2012)
- Half of a Yellow Sun (2013)
- Gotham (2014)
- Dynasty (2017-presente)